# Wrocławskie Święto Kwiatów
Wrocławskie Święto Kwiatów – festyn i trzydniowa wystawa urządzane w ramach obchodów rocznicy Manifestu PKWN we Wrocławiu przed 1989 rokiem.

## Historia
Pierwsze święto kwiatów odbyło się w niemieckim Wrocławiu w 1911 pod nazwą Blumentag. Od 1961 odbywało się corocznie od 21 do 23 lipca pod hasłem „Kwiaty Wrocławia Polsce Ludowej”. Najczęściej w latach 70. XX wieku wystawy urządzano w Klubie Międzynarodowej Prasy i Książki przy ul. Kościuszki, Klubie Muzyki, Filmu i Literatury przy pl. Kościuszki i salonie BWA przy ul. Świdnickiej. Wystaw było kilka, a kwiaty dostarczały lokalne PGR-y i Ogród Botaniczny Uniwersytetu Wrocławskiego. Punktem kulminacyjnym był korowód kwiatowy, który przechodził ulicami centrum na plac Wolności. Jednym z elementów święta, często pokazywanym w mediach, była wystawa lilii.
W roku 2017 odbyła się pamiątkowa edycja imprezy, pod nazwą „Festyn Kwiatowy”, zorganizowana przez wrocławskie Biuro Wystaw Artystycznych.